# Kisaranyos
Kisaranyos (szlovákul Zlatno) község Szlovákiában, a Nyitrai kerület Aranyosmaróti járásában.

## Fekvése
Aranyosmaróttól 13 km-re északnyugatra fekszik.

## Története
A régészeti leletek tanúsága szerint területén már a kőkorszakban éltek emberek. A korai paleolitikum időszakában a gravetti kultúra népe lakott itt. A radiokarbonos vizsgálatok az i. e. 22800 körüli időre utalnak. A terület a bronzkorban, majd a vaskorban is lakott volt, amikor a hallstatti kultúra népe élt itt. Az i. e. 3. században a kelták népe jelent meg ezen a vidéken, majd őket a kvádok és szarmaták követték.
A falu keletkezése a környék patakjaiban történt aranymosással hozható összefüggésbe. Első említése még birtokként a zobori apátság 1038-as oklevelében történik. Ezután 1156-ban bukkan fel újra oklevélben, amikor Martinius esztergomi érsek a falu tizedét az újonnan épített esztergomi egyháznak adja. A falu Gímes várának uradalmához tartozott. 1397-ben "Zalathna", 1424-ben "Zalakna" néven említik. 1424-ben Forgách Miklós a birtokosa. Az aranykészletek kimerülése miatt az aranymosás azonban nem tartott hosszú ideig, hiszen 1564-ben már a ghymesi uradalom lakatlan településeként említik. 1601-ben 28 ház állt a településen. Forgách Simon részt vett a Rákóczi-szabadságharcban, ezért 1709-ben a Forgách-birtokok a kamara igazgatása alá kerültek. Nem sokkal később a birtokot a nagyugróci Lőrincz család kapta meg. A falu ezután a nagytapolcsányi uradalomé, majd a felsőelefánti pálosok birtoka. A falu ekkor majdnem ismét elnéptelenedett. 1720-ban kocsmája és 10 adózó portája volt.
Fejlődésében jelentős változást hozott a Jeszenszky család birtokba lépése. 1820-ban Jeszenszky József itt alapította meg Európa egyik első szőlő és gesztenyetermelő nagygazdaságát. Az itt termelt bort szerte az egész Monarchiába szállították. 1828-ban 34 házában 233 lakos élt. A falu északi részén malom működött, mely 1907-ig működött, amikor is leégett.
Vályi András szerint "ZLATNO. Tót falu Bars Várm. földes Ura a’ Religy. Kintstár, fekszik Velsitzhez nem meszsze, és annak filiája; határja termékeny, erdeje, legelője elég van, réttye jó, szőleje nints." 
Fényes Elek szerint "Zlatnó, Bars m. tót falu, Nyitra vmegye szélén: 250 kathol. lak. Fő gazdagsága roppant erdejében áll. F. u. többen. Ut. p. Nyitra."
A trianoni békeszerződésig Bars vármegye Aranyosmaróti járásához tartozott. A második világháború alatt a harcokban 8 háza pusztult el, másik 50 pedig súlyos károkat szenvedett.

## Népessége
| Év:            | 1994. | 2004.    | 2014.    | 2024.    |
| -------------- | ----- | -------- | -------- | -------- |
| Emberek száma: | 289   | 254      | 225      | 200      |
| Eltérés:       |       | -12,11 % | -11,41 % | -11,11 % |

| Év:            | 2023. | 2024.   |
| -------------- | ----- | ------- |
| Emberek száma: | 190   | 200     |
| Eltérés:       |       | +5,26 % |

1880-ban 315 lakosából 291 szlovák és 9 magyar anyanyelvű volt.
1890-ben 283 lakosából 262 szlovák és 19 magyar anyanyelvű volt.
1900-ban 300 lakosából 286 szlovák és 3 magyar anyanyelvű volt.
1910-ben 338 lakosából 329 szlovák és 2 magyar anyanyelvű volt.
1921-ben 363 lakosa mind csehszlovák volt.
1930-ban 414 lakosából 413 csehszlovák volt.
1991-ben 306 lakosából 303 szlovák volt.
2001-ben 257 lakosából 255 szlovák volt.
2011-ben 223 lakosából 205 szlovák és 6 magyar.

## Nevezetességei
- A falutól északnyugatra emelkedő 573 m magas hegyen találhatók Feketevár romjai. A várat a 13. században építették és a 15. században pusztult el.

## Külső hivatkozások
- Hivatalos oldal
- Községinfó
- Kisaranyos Szlovákia térképén
- Feketevár honlapja
- E-obce.sk Archiválva 2008. szeptember 20-i dátummal a Wayback Machine-ben